# Die Juxheirat
Die Juxheirat ist eine Operette in drei Akten des Komponisten Franz Lehár und des Librettisten Julius Bauer. Seine Uraufführung erlebte dieses Theaterstück am 22. Dezember 1904 am Theater an der Wien in Wien.

## Handlung
1. Akt – Park von Brockwillers Villa in Newport
Selma, die Tochter des Milliardärs Brockwiller ist vor kurzem Witwe geworden. Von ihrer Ehe enttäuscht, will sie sich nie mehr verheiraten und hat deshalb auch mit ihren Freundinnen Edith, Phoebe und Euphrasia den Bund „Los vom Manne“ (LVM) gegründet.
Phoebe und Euphrasia geraten dann aber doch in Streit, als jede von ihnen in Brockwillers Chauffeur Philly Kaps den Mann wiedererkennt, der ihnen beiden ein Eheversprechen gegeben hatte. Als sich Philly heimlich mit Phoebe ausspricht und sich mit ihr wieder versöhnt, gerät Euphrasia außer sich vor Zorn und lässt Philly von der Polizei verhaften.
Der Milliardär Brockwiller will seine Tochter Selma unbedingt an seinen Geschäftsfreund, den Deutschamerikaner Harold von Reckenburg verheiraten. Selma aber weigert sich strikt und besteht auf ihrer selbst gewählten Ehelosigkeit. Harolds Schwester Juliane erfährt von Selmas Weigerung zu heiraten und will ihr deswegen einen Streich spielen. Juliane war nämlich einstmals mit einem jungen Mann verlobt, der diese Verlobung gelöst hatte und Selma heiratete, als er von deren Mitgift hörte.
Verkleidet und unter falschen Namen spricht Juliane bei Selma vor und lässt sich in den Bund LVM aufnehmen. Bei einem Treffen erwähnt sie zufällig, was sie angeblich über Harolds Schwester Juliane erfahren hatte. Diese sei schon öfters in der Öffentlichkeit in Männerkleidung gesehen worden und sie wäre auch schon im Namen ihres Bruders auf Brautschau gegangen.
Das Amusement ist groß; vor allem als Selma beschließt, den Pseudo-Harold in ihrem Boudoir zu empfangen; da sie ihn ja für eine Frau hält. Vater Brockwiller ist entzückt, als er hört, dass sich seine Tochter nun doch mit ihrem potentiellen Bräutigam treffen will.
2. Akt – Festsaal der Villa Brockwiller
Euphrasia bereut ihren Verrat an Philly Kaps und entführt ihn spontan aus dem Untersuchungsgefängnis. Als sie in der Villa Brockwiller eintreffen, trifft Philly auf Harold und die beiden kommen ins Gespräch. Übermütig gibt Philly Harold verschiedene Ratschläge, wie man ein Frauenherz erobern kann. Um das Ganze zu illustrieren, fordert Philly Harold zu einem kleinen Rollenspiel auf, in dem dieser eine Frau spielen soll.
Zufällig kann Selma das belauschen und ist nun völlig überzeugt, in Harold eine Frau zu vermuten. Daher führt sie ihren Streich fort und lässt sich sogar – vor Zeugen – von Harold küssen. Ihrem überraschten Vater erklärt sie ebendiesen Kuss als Verlobungskuss zu betrachten. Milliardär Brockwiller freut sich und besteht natürlich auf eine sofortige Eheschließung. Sein zufällig anwesender Freund und Sheriff Huckland stimmt zu und vollzieht kraft seines Amtes nach den gültigen Gesetzen diese Zeremonie.
Zu der anschließenden Hochzeitsfeier erscheint Juliane als Gräfin von Reckenburg und deckt den Schwindel auf. Selma erfährt nun zu ihrem nicht geringen Schrecken, dass sie rechtskräftig mit einem Mann verheiratet ist. Zornig verlässt sie ihre Hochzeitsfeier und flüchtet sich zu ihrer Freundin Phoebe, die aber ebenfalls in diesen Streich eingeweiht war.
3. Akt – Brockwillers Jagdhaus in den Bergen (drei Monate später)
Der Bund LVM hat sich aufgelöst. Edith hat inzwischen Browillers verstoßenen Neffen geheiratet und von Brockwiller $ 100.000 Mitgift geschenkt bekommen. Arthur hat seine Juliane geheiratet und Philly seine Phoebe. Während dieser Zeit hatte sich Selma ins väterliche Jagdhaus in den Bergen zurückgezogen.
Alle Paare haben aber verabredet, ihre Flitterwochen gemeinsam in diesem Jagdhaus zu verbringen. Den ganzen Tag ist Selma nun von turtelnden Menschen umgeben und sie wird auf deren Glück neidisch. Immer heftiger wünscht sie sich ihren Ehemann Harold zurück. Endlich kommt dieser auch ins Jagdhaus und will sich mit Selma aussprechen. Er besteht nicht auf den Fortbestand ihrer Ehe und hat bereits einen Scheidungsvertrag aufgesetzt. Diesen zerreißt Selma und nach einer Liebeserklärung Harolds fällt sie ihm lachend in die Arme.

## Aufnahme
Das Label CPO hat eine Gesamtaufnahme dieser Operette herausgebracht. Unter der Leitung von Marius Burkert spielen und singen das Franz Lehár-Orchester und der Chor des Lehár-Festivals Bad Ischl. Die Hauptrollen singen Maya Boog und Jevgenij Taruntsov.

## Musiknummern
Dem Booklet der oben angeführten CD-Einspielung sind folgende Musiknummern der Operette entnommen, die sich an Lehárs Partitur orientieren:
Nr. 1 Introduktion: Genug, ihr sprengt mir ja die Ohren
Nr. 2 Quintett: Die Luft ist rein
Nr. 3 Harolds Auftritts Lied: Also hier das Revier
Nr. 4 Arietta und Terzettino: Sie also, mein süßestes Herrchen
Nr. 5 Lied: Bitte später
Nr. 6 Duett: O du Böser
Finale I: Es hört sich wie ein Märchen an
Nr. 7 1/2 Entr'act (Vorspiel zum 2. Akt)
Nr. 8 Terzettino und Lied: Nein diesmal sollen sie...
Nr. 9 Duett: Mein Ritter muss ein Künstler sein
Nr. 10 Musikalischer Dialog und Madrigal: Sie kommen mir wahrhaftig vor
Nr. 11 Zwischenspiel: Was könnte man ersinnen
Nr. 12 Lied des Arthur: So wär es wahr
Nr. 13 Kusslektion: Was zaudern Sie
Nr. 14 Tanzterzett: Bei Gott ich wollte....
Nr. 15 Finale II
Nr. 15 1/2 Entr'act (Vorspiel zum 3. Akt)
Nr. 16 Introduktion: Ich stutze und putze den Nagelrand
Nr. 17 Phoebe’s Arietta: Wozu den Mann bekämpfen
Nr. 18 Couplet: Ging ein Knab
Nr. 19 Finale III

## Rezeption
Die Juxheirat war Lehárs vierte Operette und ist die letzte vor dem Erscheinen der Lustigen Witwe. Das umstrittene Textbuch der Operette war ein Grund dafür, dass sich dieses Werk längerfristig nicht durchsetzen konnte. Ein anderer Grund war der riesige Erfolg der Lustigen Witwe, der viele zeitgenössische Operetten, darunter auch die Juxheirat, überflügelte. Heute wird die Operette nur noch selten gespielt. Einzelne Nummern werden gelegentlich bei Konzerten aufgeführt.